# Almone (Eneide)
Almone (in latino  Almo) è un personaggio dell'Eneide di Virgilio, presente nel settimo libro del poema. La sua uccisione è all'origine della guerra fra troiani e italici, narrata nei libri successivi.

## Il mito

### Le origini
Virgilio fa di Almone un giovane valletto alla corte del re Latino: è il maggiore dei numerosi figli di Tirro, il pastore a capo delle stalle reali.

### La morte
Sempre secondo l'Eneide, Almone aveva addomesticato insieme alla sorella Silvia un cervo. In seguito all'uccisione dell'animale, avvenuta ad opera di Ascanio durante una battuta di caccia, Almone guida i pastori italici in armi contro i troiani; nella rissa che ne nasce, il grintoso giovane viene colpito alla gola da una freccia, stramazzando quindi al suolo. A provocare questi tragici incidenti è la furia Aletto, che agisce per conto di Giunone, dea ostile ai Troiani.
  Hic iuuenis primam ante aciem stridente sagitta,

natorum Tyrrhi fuerat qui maximus, Almo,

sternitur; haesit enim sub gutture uolnus et udae 

uocis iter tenuemque inclusit sanguine uitam.
(Publio Virgilio Marone, Eneide, libro VII, vv.531-34)
  Allora davanti alla schiera, per stridente saetta,

cadde il giovane Almone, dei figli di Tirro il maggiore;

s'infisse sotto la gola la punta e dell'umida voce

chiuse col sangue la via, e la vita sottile.
(traduzione di Rosa Calzecchi Onesti)

### Conseguenze
Il cadavere di Almone viene portato nel palazzo reale. Parenti e amici della vittima fanno pressione su Latino perché dichiari guerra ai troiani, ma il re si ritira nelle sue stanze, volendo evitare il conflitto tra i due popoli. Interviene allora Giunone stessa che scardina le porte del tempio di Giano: così si soleva fare presso i Latini quando si trattava di dichiarare guerra a qualcuno.
Nel libro nono, a guerra ormai iniziata, Virgilio pone i fratelli di Almone alla retroguardia dell'esercito italico guidato da Turno.

## Interpretazione e realtà storica
Secondo alcuni studiosi Almone portava questo nome essendo stato partorito sul torrente omonimo, e in questo potrebbe dunque ricordare l'aitante guerriero troiano dell'Iliade Simoesio, che nacque sulle rive del fiume Simoenta; per altri invece è proprio la figura mitica a dare il nome al fiume, risultato della metamorfosi del corpo di Almone, con relativa divinizzazione. Questa seconda ipotesi è invero la più probabile, perché sembra suggerita dal testo virgiliano stesso (" umida voce  "): una trasformazione che ancora non si vede pienamente ma verrebbe appunto annunciata.

## Nella cultura di massa

### Arte
Il mito di Almone è stato descritto in alcune opere d'arte, le più importanti delle quali sono:
- Ascanio uccide la cerva di Almone, dipinto di Corrado Giaquinto
- Turno col cadavere di Almone, incisione di Bartolomeo Pinelli

### Cinema e televisione
- La miniserie televisiva Eneide, benché ispirata al poema, dà una versione della morte di Almone non del tutto in linea con il testo. Il personaggio viene presentato come un adolescente che rimane ucciso nella rissa tra Latini e Troiani in circostanze non chiare, assai diverso dal giovane uomo fomentatore descritto da Virgilio. La regia non ne mostra l'uccisione, ma è la voce narrante a rievocarla mentre scorrono le immagini del cadavere esposto nella reggia di Latino. La sua tragica fine rimane comunque l'episodio che determina la guerra vera e propria.

### Fonti
- Publio Virgilio Marone, Eneide, VII, vv. 475-575.

### Traduzione delle fonti
- Eneide, traduzione a cura di Rosa Calzecchi Onesti, Torino, Einaudi 1989.